# ادمار (بازیکن فوتبال زاده ۱۹۴۱)
ادمار (انگلیسی: Edmar؛ زادهٔ ۳۰ ژانویهٔ ۱۹۴۱) بازیکن فوتبال اهل برزیل است.
از باشگاه‌هایی که در آن بازی کرده‌است می‌توان به باشگاه فوتبال فلامینگو اشاره کرد.